# Distrikt San Salvador de Quije
Der Distrikt San Salvador de Quije liegt in der Provinz Sucre in der Region Ayacucho in Südzentral-Peru. Der Distrikt wurde am 21. Mai 1962 gegründet. Er besitzt eine Fläche von 142 km². Beim Zensus 2017 wurden 1048 Einwohner gezählt. Im Jahr 1993 lag die Einwohnerzahl bei 1430, im Jahr 2007 bei 1600. Sitz der Distriktverwaltung ist die 3210 m hoch gelegene Ortschaft San Salvador de Quije mit 262 Einwohnern (Stand 2017). San Salvador de Quije liegt 12 km ostnordöstlich der Provinzhauptstadt Querobamba.

## Geographische Lage
Der Distrikt San Salvador de Quije liegt im Andenhochland im nördlichen Osten der Provinz Sucre. Er hat eine Längsausdehnung in Nord-Süd-Richtung von 23 km sowie eine maximale Breite von 11 km. Der Río Corimayo durchfließt den Distrikt in nördlicher Richtung und mündet schließlich in den Río Chicha. Letzterer begrenzt den Distrikt im Nordosten.
Der Distrikt San Salvador de Quije grenzt im Westen an den Distrikt Querobamba, im Norden an den Distrikt Chilcayoc, im Nordosten an die Distrikte Chiara und San Miguel de Chaccrampa (beide in der Provinz Andahuaylas), im Südosten an den Distrikt Paico sowie im Süden an die Distrikte Santiago de Paucaray und Soras.

## Ortschaften
Neben dem Hauptort gibt es folgende größere Ortschaften (anexos) im Distrikt:
- Huayhuani
- Lluchcanta
- Pallcca
- Vista Alegre